# 117°
117° – jest drugim albumem Izzy’ego Stradlina, wydanym 9 marca 1998 roku. 
Dwa z utworów, „Memphis” i „Good Enough”, były nagrane z Ju Ju Hound, ale z powodu rozpadu zespołu, Izzy zamieścił je na tej płycie.

## Lista utworów
1. Ain't It a Bitch (3:49)
2. Gotta Say (3:17)
3. Memphis (2:58)
4. Old Hat (3:16)
5. Bleedin (3:15)
6. Paradise (1:39)
7. Good Enough (2:49)
8. 117° (3:12)
9. Here Before You (3:47)
10. Up Jumped the Devil (2:55)
11. Grunt (4:29)
12. Freight Train (3:25)
13. Methanol (3:29)
14. Surf Roach (2:26)
15. Crackin' Up (live) (Traccia Bonus)
16. Pressure Drop (live) (Traccia Bonus)